# Silvano Signori
Silvano Signori (n. 4 decembrie 1929, Castiglione della Pescaia, Toscana, Italia – d. 17 februarie 2003, Grosseto, Toscana, Italia) a fost un politician italian.